# Das wilde Leben
Das wilde Leben ist ein deutscher Spielfilm aus dem Jahr 2007 von Regisseur Achim Bornhak, der auch am Drehbuch von Olaf Kraemer mitgearbeitet hat. Die Handlung ist den Erinnerungen von Uschi Obermaier frei nachempfunden.

## Filmhandlung
Die junge Uschi Obermaier lebt in den 1960er-Jahren mit Mutter und Stiefvater im Münchner Stadtteil Sendling. Sie fühlt sich vom spießigen, bürgerlichen Leben erdrückt, will aus diesem ausbrechen und etwas erleben. In einer Diskothek wird sie von einem Fotografen der Jugendzeitschrift Twen entdeckt. Als ihre Mutter freizügige Bilder von ihr als Fotomodell findet, kommt es zu einem Streit mit den Eltern und sie läuft von zu Hause weg.
Über die Mitglieder der Band Bröselpilze kommt sie nach Berlin zur politisch motivierten Wohngemeinschaft Kommune 1. Dort beginnt sie eine Beziehung mit Rainer Langhans. Dass es in der Kommune keine festen Bindungen geben soll, sondern freie Liebe, ohne dass man einem anderen Menschen „gehört“, führt zu Eifersuchtsszenen. Von den anderen Mitgliedern der Kommune wird sie nicht ernst genommen, da sie als unpolitisch gilt und in erster Linie nur etwas erleben will, anstatt, wie ihre Kommunarden, das Land und die Politik verändern zu wollen. Trotzdem ist sie es, die es als APO-Modell auf die Titelseiten der Medien schafft und deswegen als das Gesicht der Studentenbewegung gilt. Bei einer Polizeirazzia wird eine Bombe gefunden, Mitglieder der Kommune werden verhaftet. Später stellt sich heraus, dass die Bombe von einem Agent Provocateur des Bundesamtes für Verfassungsschutz in die Kommune eingeschleust worden war, um diese in der Öffentlichkeit zu diskreditieren und gegen sie vorgehen zu können.
Obermaier und Langhans werden 1968 von den Rolling Stones nach London eingeladen. Mit Keith Richards und Mick Jagger beginnt Obermaier Affären. Es kommt daraufhin zum Streit mit Rainer Langhans und der Lebemensch Obermaier ist zunehmend genervt von der philosophisch-nachdenklichen Lebensweise Langhans’. Sie verlässt die Berliner Kommune 1 und zieht nach München. 1973 sind Keith Richards und Mick Jagger in München; beide wollen sie treffen und kommen sich dabei ins Gehege. Im selben Jahr lernt sie den Prinz vom Kiez genannten Dieter Bockhorn in Hamburg kennen und beginnt mit ihm eine Beziehung. Nachdem Filmproduzent Carlo Ponti Obermaier im Film Rote Sonne gesehen hat, ist er von ihr begeistert. Ponti lädt sie nach Rom ein, verspricht ihr einen Film mit Regisseur Michelangelo Antonioni und bietet ihr einen 10-Jahres-Vertrag an. Sie lehnt diesen jedoch ab, da ihr ihre Freiheit wichtiger ist.
Nachdem Obermaier nach Hamburg zurückgekehrt ist, streitet sie sich mit Bockhorn und verlässt ihn. Keith Richards holt sie in die USA und nimmt sie als Groupie mit auf Tour der Stones. Bald aber langweilt sie das Tourleben und sie vermisst Bockhorn. Sie kehrt nach Hamburg zurück, versöhnt sich mit ihm und beide brechen in einem zum Wohnmobil umgebauten Reisebus zu einer Weltreise auf. Auf dem Hippie trail Richtung Asien gelangen sie 1974 nach Pakistan, 1975 nehmen beide in Indien an einer symbolischen Hochzeit teil. Bei Uschi wird eine Schwangerschaft festgestellt, doch sie verliert ihr ungeborenes Kind schon kurze Zeit später. 1983 sind die beiden in Mexiko unterwegs, wo sie Keith Richards treffen. Bockhorn ist eifersüchtig; Richards erklärt Obermaier aber, dass er hier ist, da er in den nächsten Tagen in Mexiko heiraten wird. Als Bockhorn einige Tage später bei einer Fahrt alleine auf dem Motorrad mit einem Lkw zusammenstößt und stirbt, bleibt unklar, ob es Selbstmord war oder ein Unfall. Der Film endet mit der Anfangsszene, in der Bockhorns Leichnam auf einem Floß ins Meer treibt. Vor dem Abspann wird ein Text eingeblendet, aus dem hervorgeht, dass Uschi Obermaier heute als Schmuckdesignerin im kalifornischen Topanga Canyon lebt.

## Hintergrund
- Olaf Kraemer hat mit Uschi Obermaier die Biografie High Times. Mein wildes Leben[2] (2006) geschrieben. Das wilde Leben ist wiederum auch Titel ihrer ersten Biografie von 1994.
- Filmproduktionsgesellschaft ist die in München ansässige Neue Bioskop Germany, der Verleih ist Warner Brothers, der DVD-Vertrieb liegt bei Warner Home Video.
- Die Dreharbeiten dauerten 45 Tage und fanden in München, Berlin und Hamburg sowie an verschiedenen Orten in Indien statt.
- Die Uraufführung fand am 24. Januar 2007 in München statt. Kinostart in Deutschland war der 1. Februar 2007.
- Im englischsprachigen Ausland wurde der Film unter dem Titel Eight Miles High veröffentlicht.
- Regisseur Achim Bornhaks Diplomfilm Marianengraben wurde für die Student Academy Awards nominiert.[3] Das wilde Leben ist sein erster langer Kinofilm.
- Die Rolle von Uschis Stiefvater spielte der ehemalige Münchner Szene-Wirt Michael ‚Michi‘ Beck, der aufgrund einer spektakulären Insolvenz seiner Betriebe und der nachfolgenden Flucht vor der deutschen Strafverfolgung nach Manila Schlagzeilen machte.[4] Im Abspann wird er Michi ‚Manila‘ Beck genannt. Er starb 2009 durch Suizid.[5]
- Ursprünglich wollte auch Rainer Langhans seine Version jener Jahre bei der Produktionsfirma Senator Film verfilmen lassen, doch waren die Verantwortlichen der Ansicht, dass der Markt keine zwei Filme zum selben Thema vertrage. Langhans verkaufte seine Rechte für 15.000 Euro und äußerte später seine Unzufriedenheit über den Film.
- Für die Musik zum Film sang Hauptdarstellerin Natalia Avelon mit HIM-Sänger Ville Valo eine Neufassung des Klassikers Summer Wine von Nancy Sinatra und Lee Hazlewood ein. Der Titel erreichte sowohl in Deutschland als auch der Schweiz Platz 2, in Österreich Platz 4 und in Finnland (dem Heimatland Valos) Platz 1.[6]

## Kritiken
Kritiker vermerkten die äußerliche Ähnlichkeit der Darsteller mit den dargestellten Personen. Natalia Avelon könne mit der echten Obermaier mithalten und bekomme deren Münchner Akzent gut hin, sie sei „ansehnlich“ oder „attraktiv“, doch „das erfreulichste Ereignis dieses Films“, nämlich „das Nachspielen des Obermaierschen Exhibitionismus“ durch Avelon, verliere leider schnell an Wirkung. Sie verkörpere Obermaier eher als sie zu spielen und habe „kaum echte Ausstrahlung jenseits ihrer Körperlichkeit“. Eine sehr gute Besetzung sei sie lediglich hinsichtlich ihres Busens und verwechsle Nacktheit mit Freiheit. Die Kritiker bemängelten auch die Wiedergabe der Rolling Stones. Konträre Urteile fielen allerdings, ob der Keith-Richards-Darsteller Alexander Scheer „glücklos“ agiere oder „die größte Überraschung“ des Films sei. Lobende Erwähnungen galten Matthias Schweighöfer, es gab aber auch den Hinweis, dass er für Rainer Langhans zu muskulös wirke.
Der Film sei von seiner Art her einfach. Manches über die 1960er Jahre werde überdeutlich ausgesprochen und wirke belehrend, was aber notwendig sei bei einem Zielpublikum, das den geschichtlichen Hintergrund noch nicht kenne. Die Erzählung hake der Reihe nach Obermaiers Lebensstationen ab. In der Welt hieß es, der Film begegne der damaligen Zeit „mit viel Liebe“ und mit Sinn fürs Groteske. Andere Kritiker meinten jedoch, er habe nichts zu erzählen, sei desinteressiert, erfasse die Zeit nicht und zeige kein Bewusstsein für den Hintergrund von Politik, Jugendbewegung und Gegenkultur. Politik spiele die geringste Rolle und werde auf Personen reduziert; die Macher hätten nicht vertieft über den Stoff nachgedacht. Die damalige Wirkung Obermaiers und ihre Stellung als Ikone kämen zu kurz; sie „war die Botschaft, sie transportierte keine“. Es bleibe „nur ein aufgekratzter Film auf der Suche nach Coolness“.
Allzu ruhig und leblos fanden einige Kritiker den Film, ohne Phantasie und ohne Sprache. Sie nannten ihn eine „oberflächliche Ausstattungsorgie“, einen bloßen „bunte[n] Bilderbogen“ mit einer „langweiligen, nicht selten biederen, ja peinlichen Touristenästhetik“. Es fehle eine Dramaturgie und Spannung, eine Konzentration auf ein Thema, Entschlossenheit hinsichtlich Genre. Erst in der zweiten Hälfte, und damit zu spät, finde der Film einen Rhythmus (F.A.Z.). Unverständnis weckte die Tatsache, dass die Mitwirkung Obermaiers im Spielfilm Rote Sonne (1969) in Das wilde Leben gar nicht vorkommt, und teils erfolgte die Empfehlung, sich lieber den Klassiker anzusehen. Diesem sei gelungen, was Das wilde Leben nicht schaffe, sich auf die Figuren einzulassen, ohne sich ihnen aufzudrängen.
| Positiv wertende Kritiken                  | |
| Die Welt Matthias Heine                    | Liebevolles Zeitporträt mit Sinn fürs Groteske; guter Keith-Richards-Darsteller                                                                                    |
| Gemischte Kritiken                         | |
| Frankfurter Allgemeine Z. Michael Althen   | Lob für Darsteller Avelon und Scheller; Film leblos, hat nichts mitzuteilen, sprachlos                                                                             |
| Überwiegend negativ wertende Kritiken      | |
| epd Film Dietrich Kuhlbrodt                | Optisch authentisch nachgestellt, oft überdeutlich und belehrend, lahm, vermittle Obermaiers damalige Aura nicht                                                   |
| Negativ wertende Kritiken                  | |
| film-dienst Ulrich Kriest                  | Oberflächliches Faktenabhaken, kein Gespür zum politischen und kulturellen Hintergrund                                                                             |
| Frankfurter Rundschau Daniel Kothenschulte | Schweighöfer einfühlsam, Film möchtegern-cool und in Nachahmung erschöpfend, Avelon bald langweilig, Längen, wichtiger Lebensabschnitt fehlt, Politik nur am Rande |
| Spiegel Online Reinhard Mohr               | „Totalschaden“, Dramaturgie und Zeitbezug fehlen, langweilig, vorhersehbar, nicht ergreifend, peinliche Ästhetik, platte Figuren (außer Schweighöfer)              |
| Süddeutsche Zeitung Fritz Göttler          | Desinteressiert, unfokussiert, hilflos; bloße Bebilderung der Zeit                                                                                                 |
| Der Tagesspiegel Harald Martenstein        | Nur Nacktheit und viel Busen, unterentwickeltes Drehbuch, ohne Spannung, Schauspieler nicht überzeugend                                                            |

## Auszeichnungen
- Bei der Verleihung des Deutschen Filmpreises 2008 war der Film in den Kategorien Bestes Kostümbild und Bestes Szenenbild nominiert.
- Matthias Schweighöfer gewann den Undine Award 2007 als Bester jugendlicher Hauptdarsteller in einem Kinospielfilm.
- Die Deutsche Film- und Medienbewertung (FBW) in Wiesbaden verlieh dem Film das Prädikat „besonders wertvoll“.